# 清水溪 (集集鎮)
清水溪，是臺灣的一條河川，是濁水溪的支流之一，位於南投縣集集鎮境內，發源於集集大山山麓，東北向西南流下，貫穿集集鎮全鎮與濁水溪中游河谷平原，並有一條支流坑口埤鹽水坑溪於公館附近的集集橋匯入清水溪，最後在林尾里集集攔河堰附近流入濁水溪，是集集鎮的主要河流。